# معركة خونكيرا
معركة خونكيرا هي معركة حدثت عام 920 في وادي خونكيرا. انتصر فيها جيش الدولة الأموية في الأندلس بقيادة عبد الرحمن الناصر لدين الله على جيوش ممالك ليون ونافارا المسيحية، خلال حملة شنتها جيوش المسلمين نحو الخطوط الدفاعية الجنوبية لمملكة قشتالة عبر نهر دويرة.
عندما وصلت الحملة الأموية إلى «موييس», أصاب سانشو الأول ملك نافارا الهلع، مما دعاه إلى طلب المساعدة من أردونيو الثاني ملك ليون. استطاع الجيش الإسلامي هزيمة جيوش الملكين، وكان من نتائج المعركة أسر اثنين من أساقفة أردونيو الثاني، ونقلا إلى قرطبة. توجّه بيلاجيوس القرطبي لفداء عمه الأسير، على أن يتم أسره بدلا منه، في حين قام أردونيو بفداء الأسقف الآخر. ومن النتائج الأخرى للمعركة، تخلي المسيحيين عن أحد الحصون في قلونية، التي كان الكونت القشتالي غونزالو فرنانديز قد أعاد تعميرها عام 912، وظل الحصن في أيدي المسلمين حتى عام 1007.
الموقع الدقيق لخونكيرا غير معروف. إلا أن المؤرخ النافاري خوسيه دي موريه الذي عاش في القرن السابع عشر، حدده في شمال إروخو وجنوب جبل أنديا. بل وإدعى أنه حتى عصره، يسمي الباسكيون المنطقة بهذا الاسم في لغتهم. بينما حددها مرجع يعود إلى نهاية القرن الحادي عشر، أنها في الأراضي الخاضعة لسانشو غارسيا في مكان ما بين إستيا-ليزارا وبنبلونة.